# Massenbachhausen

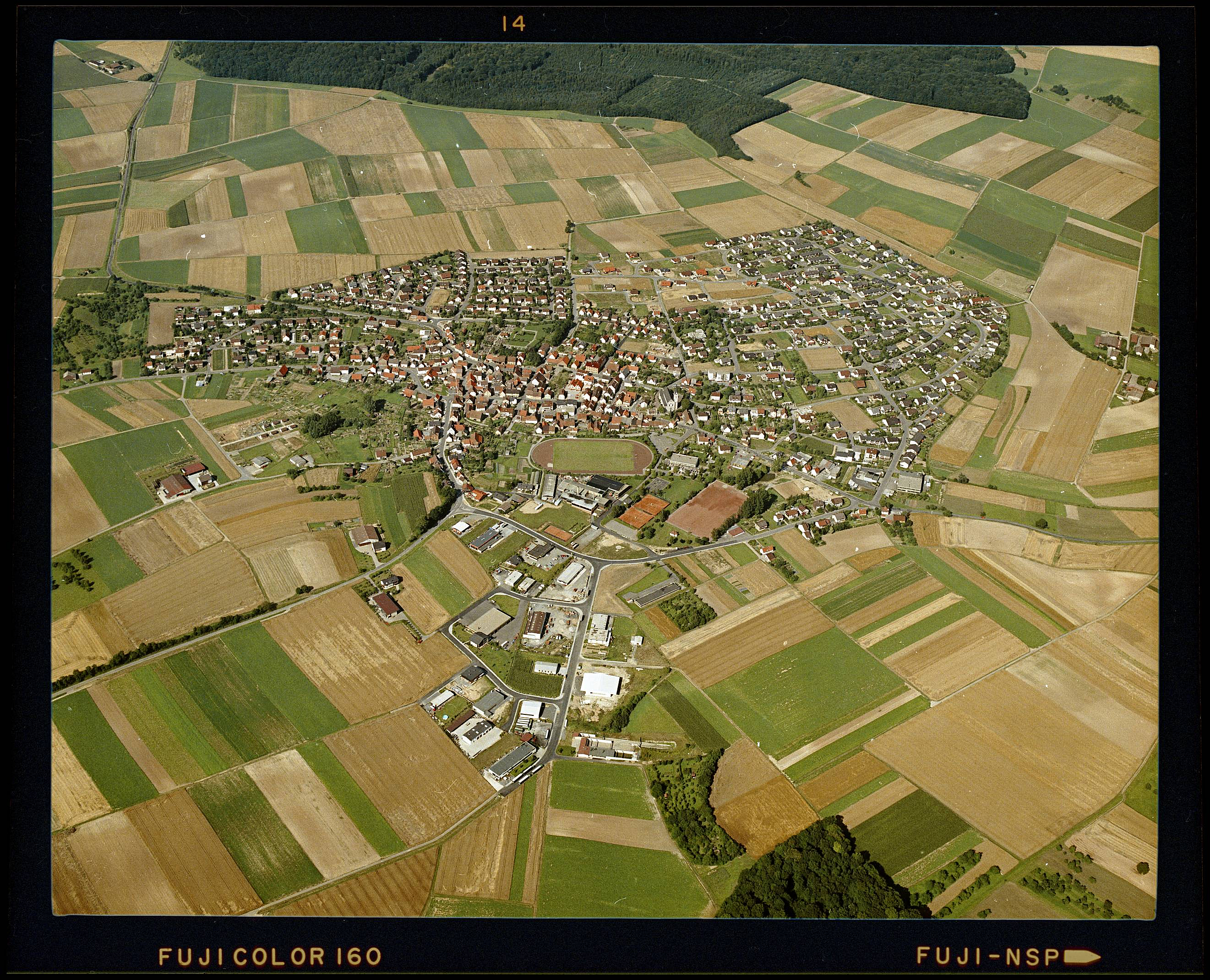
Luftbild von Massenbachhausen (1985)

Massenbachhausen ist eine Gemeinde im Landkreis Heilbronn in Baden-Württemberg. Sie gehört zur Region Heilbronn-Franken (bis 20. Mai 2003 Region Franken) und zur Randzone der europäischen Metropolregion Stuttgart.

## Geographie

### Geographische Lage
Massenbachhausen liegt im Westen des Landkreises Heilbronn am Massenbach, einem Zufluss der Lein, die wiederum in den Neckar fließt. Es gehört zur Randzone der Metropolregion Stuttgart.

### Nachbargemeinden
Nachbarstädte und -gemeinden Massenbachhausens sind (im Uhrzeigersinn, beginnend im Osten): Schwaigern (Ortsteil Massenbach), Gemmingen, Kirchardt, Bad Rappenau (alle Landkreis Heilbronn) und Heilbronn (Stadtkreis). Mit Schwaigern ist Massenbachhausen eine Vereinbarte Verwaltungsgemeinschaft eingegangen.

### Gemeindegliederung
Zu Massenbachhausen gehört noch der Ortsteil Leutersteiner Höfe. Auf der Massenbachhausener Gemarkung befanden sich früher die abgegangenen, heute nicht mehr bestehenden Orte Harzhofen und Lauterstein.

### Flächenaufteilung
Nach Daten des Statistischen Landesamtes, Stand 2014.

## Geschichte

### Mittelalter
Die erste Besiedlung von Massenbachhausen geht vermutlich auf die Kelten zurück, von denen Siedlungsspuren aus dem 4. oder 5. Jahrhundert v. Chr. im Gewann Ziegelweg gefunden wurden. Die erste urkundliche Erwähnung des Ortes erfolgte im Lorscher Codex, in dem für das Jahr 773 eine Schenkung auf Schwaigerner Gemarkung in Husen an das Kloster Lorsch belegt ist. Weiteren frühen Besitz am Ort hatten das Ritterstift Odenheim und das Stift Wimpfen. Über die Schenkung eines Theodricus (Dietrich; † 792) von Gütern auf Schwaigerner Gemarkung erhielt der Ort im 12. und 13. Jahrhundert zeitweilig den Namen Titrichshusen oder Dietershausen, später bezeichnete man den Ort in Abgrenzung zu gleichnamigen Orten als Hausen bei Massenbach.
Im 14. Jahrhundert hatten die Herren von Magenheim und von Neipperg Besitz in Hausen.

### Frühe Neuzeit
Bei einer Erbteilung der Neipperger im Jahr 1582 kam das Dorf an Engelhard von Neipperg, der es 1585 an den Würzburger Rat Dietrich Echter von Mespelbrunn, einen Bruder des Fürstbischofs Julius Echter von Mespelbrunn, verkaufte. Im Dreißigjährigen Krieg hatte der Ort wie das gesamte Umland an Truppendurchzügen und der Pest sehr zu leiden, ebenso zur Zeit des Pfälzischen Erbfolgekriegs mit häufigen Franzoseneinfällen in den Jahren 1688 bis 1693.
Über Heiraten und Erbgänge kam das Dorf von der Familie Echter 1686 an die Familie Ingelheim und 1720 an die Familie Dalberg. Im Jahr 1737 kauften die Herren von Neipperg den Ort zurück.

### Württembergische Landgemeinde ab 1806
1806 kam Hausen im Rahmen der Mediatisierung an das Königreich Württemberg und dort zunächst zum Oberamt Kirchhausen, 1811 dann zum Oberamt Brackenheim. Im 19. Jahrhundert kam es zu drei größeren Auswanderungswellen, von denen die beiden ersten ihre Ursachen in den zu jener Zeit durch Missernten ausgelösten Hungersnöten hatten. 1817 zog es die Auswanderungswilligen vor allem nach Ungarn, 1852 bis 1854 vor allem nach Nordamerika. Im späten 19. Jahrhundert dann kam es aufgrund des Arbeitsplätzemangels in dem überwiegend bäuerlich geprägten Ort nochmals verstärkt zur Auswanderung, dieses Mal waren die bevorzugten Ziele Kanada und Südamerika. Durch diese letzte Auswanderungswelle sank die Einwohnerzahl von 1030 Personen im Jahr 1875 auf 968 Personen im Jahr 1900.
Das Postwesen in Massenbachhausen begann im Jahr 1897 mit der Einrichtung einer Telegraphenanstalt sowie einer Postagentur.
Im Jahr 1904 beantragte der Gemeinderat von Hausen beim Oberamt Brackenheim die Änderung des Ortsnamens zu Massenbachhausen, da es zu häufigen Verwechslungen mit Hausen an der Zaber im selben Oberamtsbezirk gekommen war. Im Jahr 1911 wurde der Ort an die Stromversorgung der Neckarwerke angeschlossen, 1928 wurde eine zentrale Wasserversorgung installiert. Eine flächendeckende Kanalisation zur Entsorgung der Abwässer entstand im Ort erst in den späten 1950er Jahren.

### Nationalsozialismus und Zweiter Weltkrieg
In den ersten Jahren der Zeit des Nationalsozialismus wirkte sich die staatliche Gleichschaltung auf das Dorf zunächst nur wenig aus. Der örtliche Bürgermeister, der Pfarrer sowie beide Lehrer waren demokratisch gesinnt. Erst nach dem Tod des Pfarrers und dem Weggang von Bürgermeister und Lehrern in andere Orte in den Jahren 1937/38 konnten NS-Organisationen im Ort vollends Fuß fassen. Bei der Kreisreform während der NS-Zeit in Württemberg  wurde Massenbachhausen 1938 dem Landkreis Heilbronn zugeordnet.
Von größeren Luftangriffen blieb der Ort im Zweiten Weltkrieg verschont. Zur Ablenkung gegnerischer Flugzeuge wurde im August 1939 auf einem Feld auf Massenbachhausener Gemarkung eine Scheinwerferbatterie eingerichtet. Der erste Bombenabwurf bei Massenbachhausen ereignete sich Anfang Mai 1940 und war der erste Bombenabwurf im gesamten Unterland überhaupt. Später kam es bei Massenbachhausen zumeist nur noch zu Jagdbomberangriffen. Da sich kurz vor Kriegsende am 1. April 1945 die in der Umgebung von Massenbachhausen stationierten deutschen Truppen überraschend zum Heuchelberg und ins Zabergäu zurückzogen, wurde der Ort am 4. April 1945 kampflos von amerikanischen Truppen besetzt.
1939 waren 1106 Einwohner gezählt worden, Ende 1945 waren es 1177. Der Anstieg der Bevölkerungszahl bis Ende 1945 ist vor allem in der Einquartierung von ausgebombten Flüchtlingen aus der beim Luftangriff auf Heilbronn am 4. Dezember 1944 zerstörten Stadt Heilbronn begründet. Durch die Aufnahme von Heimatvertriebenen, vor allem rund 150 Personen aus der Tschechoslowakei und Ungarn, stieg die Einwohnerzahl in der Nachkriegszeit weiter auf rund 1350 Personen an.

### Ortsentwicklung in der Nachkriegszeit
1945 bis 1952 gehörte die Gemeinde zum Nachkriegsland Württemberg-Baden, das 1945 in der Amerikanischen Besatzungszone gegründet worden war, ab 1952 zum neuen Bundesland Baden-Württemberg.
Dem Anwachsen der Bevölkerung geschuldet wurden, beginnend mit der Nordstraße, seit den frühen 1950er Jahren mehrere Neubaugebiete ausgewiesen und der Straßenbau im Ort vorangetrieben. Zu den bedeutenden Neubaugebieten, die den Ortskern umschließen, zählen die Gebiete Fuchsloch (1960), Kirchhäuser Weg (1969), Wolfsgruben (1972) und Schmähling (1985). Da bei den älteren Neubaugebieten Bauinteressenten oft spekulativ oder für spätere Erweiterungen mehrere Grundstücke erworben, aber nur eines bebaut hatten, gab es zunächst einen hohen Flächenverbrauch, ohne dass darauf viele Wohnungen entstanden wären. Erst in den 1970er Jahren konnte die Gemeinde durch Bauverpflichtungen sowie die Vorschrift von Reihenhausbauweise eine effektivere Flächennutzung in den ausgewiesenen Baugebieten erzielen.
1964 entstand der Wohnplatz Leutersteiner Höfe.
Von 1967 bis 1971 wurde die Flurbereinigung der landwirtschaftlichen Nutzflächen auf der Gemarkung durchgeführt. Damals entstand auch die Landstraße nach Kirchhausen, die heute die schnellste Verbindung des Ortes in die nahe Großstadt Heilbronn darstellt. Zuvor hatte es von Massenbachhausen nur Verbindungsstraßen nach Massenbach, Berwangen und Gemmingen gegeben.
Bis 1971 wuchs die Bevölkerung des Ortes auf über 2000 Personen an, seit Kriegsende waren rund 800 neue Wohnungen geschaffen worden. Die Ortsmitte war damals nach wie vor stark bäuerlich geprägt, wobei sich die Auflösung eines bedeutenden Teils der beengten Höfe bereits abzuzeichnen begann. Diese rückständige Struktur sowie Engstellen und unübersichtliche Verkehrsführung gaben den Anlass zu einer großflächigen Sanierung und Umgestaltung der Ortsmitte, in deren Zuge sich noch in den 1970er Jahren Volksbank, Post, Lebensmittelmarkt und Apotheke neu in der Ortsmitte ansiedelten und eine neue Gemeindehalle am Ortsrand entstand.
Gleichzeitig mit der beginnenden Sanierung der Ortsmitte wurde ab 1971 ein etwa 15 Hektar großes Gewerbegebiet am Ortsrand ausgewiesen. Das starke Anwachsen der Gemeinde und die zahlreichen Strukturverbesserungsmaßnahmen trugen maßgeblich dazu bei, dass die Gemeinde im Laufe der Gemeindereform in Baden-Württemberg ihre Selbständigkeit bewahrt hat, obwohl es durchaus auch Bestrebungen zum Zusammenschluss mit Kirchhausen (kam zu Heilbronn) oder Massenbach (kam zu Schwaigern) gegeben hatte.
In den 1990er Jahren kam es zu weiteren größeren Sanierungsmaßnahmen in der Ortsmitte, als neben der Gemeindehalle ein neues Rathaus und unweit davon auf einer größeren Sanierungsfläche neben der katholischen Kirche ein Seniorenzentrum errichtet wurden. 1993 lebten 3380 Personen in Massenbachhausen.

### Religionen
Im Jahre 1528 wurde durch die Herren von Neipperg die Reformation in Massenbachhausen eingeführt. Das Dorf war zunächst für ein Jahr Filiale von Schwaigern, erhielt aber 1529 einen eigenen evangelischen Pfarrer. Nachdem das Dorf im Jahre 1585 an den katholischen Dietrich Echter von Mespelbrunn gekommen war, erfolgte auf Druck der Familie Echter die Rekatholisierung, so dass der Ort bis in die Gegenwart überwiegend katholisch geprägt ist. Die Neipperger, die den Ort 1737 wieder erwarben, kehrten auch zum katholischen Glauben zurück. Ihre Familiengruft befindet sich auf dem Friedhof des Ortes. In Massenbachhausen gibt es heute eine katholische Kirchengemeinde, die außer für Massenbachhausen auch für den Schwaigerner Stadtteil Massenbach zuständig ist.
Die evangelischen Gemeindeglieder von Massenbachhausen, die überwiegend erst nach dem Zweiten Weltkrieg zuzogen, gehören heute zur Kirchengemeinde Massenbach und Massenbachhausen, die im Schwaigerner Stadtteil Massenbach ihren Sitz hat und zum Kirchenbezirk Brackenheim der Evangelischen Landeskirche in Württemberg gehört.
Die Jüdische Gemeinde Massenbachhausen wird erstmals mit einem 1684/85 zugezogenen Juden erwähnt, im Verlauf des 18. Jahrhunderts sind zumeist sechs Familien belegt. Eine Synagoge wird 1736 erstmals erwähnt. Als die Gemeindegröße im frühen 19. Jahrhundert anwuchs, erbaute sich die Gemeinde die neue Synagoge Massenbachhausen und wurde 1832 wurde Sitz einer Religionsgemeinde, die nach dem starken Mitgliederschwund infolge Ab- und Auswanderung in den 1860er Jahren jedoch nach Massenbach verlegt wurde. Die Synagoge wurde 1872 verkauft. Um 1850 lebten rund 50 Juden in Massenbachhausen, 1869 gab es noch 19 Juden im Ort, 1910 noch sieben und 1926 starb die letzte jüdische Einwohnerin.

## Politik

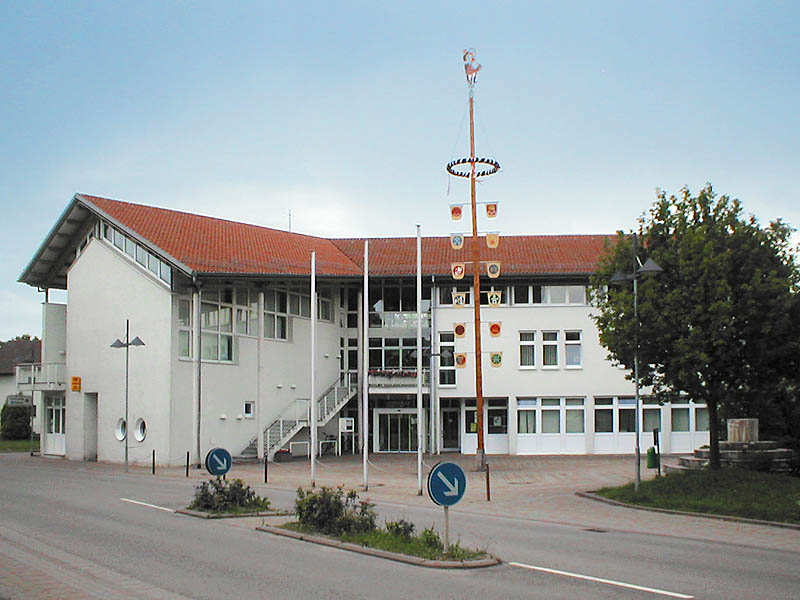
Rathaus in Massenbachhausen

### Bürgermeister seit 1898
- 1898–1920: Maximilian Stroebele, Schultheiß
- 1921–1938: Weber, Schultheiß, ab 1930 Bürgermeister
- Billmann (aus Fürfeld, Nachfolger des nach Schwäbisch Gmünd gewechselten Weber)
- 1941–1946: Robert Goldfuß, Bürgermeister
- 1946–1948: Alfred Heller, Bürgermeister
- 1948–1957: Otto Kölle, Bürgermeister
- 1957–1966: Pius Leykauf, Bürgermeister
- 1967–1995: Erich Schott, Bürgermeister
- 1995–2011: Christoph Schulz, Bürgermeister
- 2011–2024: Nico Morast, Bürgermeister
- seit 2025: Steffen Braun[6]

### Gemeinderat
Der Gemeinderat in Massenbachhausen wird nach dem Verfahren der unechten Teilortswahl gewählt. Dabei kann sich die Zahl der Gemeinderäte durch Überhangmandate verändern. Der Gemeinderat hat 2024 14 Sitze. Er besteht aus den gewählten ehrenamtlichen Gemeinderäten und dem Bürgermeister als Vorsitzendem. Der Bürgermeister ist im Gemeinderat stimmberechtigt. 
Die Kommunalwahl am 9. Juni 2024 führte zu folgendem Endergebnis.
| Parteien und Wählergemeinschaften | Parteien und Wählergemeinschaften           | % 2024  | Sitze 2024 | % 2019 | Sitze 2019 |
| FWV                               | Freie Wählervereinigung                     | 45,22   | 6          | 43,9   | 6          |
| CDU                               | Christlich Demokratische Union Deutschlands | 30,89   | 4          | 26,5   | 4          |
| MBL                               | Massenbachhausener Bürgerliste              | 18,07   | 3          | 15,8   | 2          |
| SPD                               | Sozialdemokratische Partei Deutschlands     | 5,82    | 1          | 13,7   | 2          |
| gesamt                            | gesamt                                      | 100,0   | 14         | 100,0  | 14         |
| Wahlbeteiligung                   | Wahlbeteiligung                             | 61,33 % | 61,33 %    | 62,9 % | 62,9 %     |

### Wappen und Flagge

Wappen Massenbachhausens

Die Blasonierung des Massenbachhausener Wappens lautet: In Rot über drei (2:1) silbernen Ringen ein goldenes Haus. Die Flagge der Gemeinde ist Gelb-Rot.
Ein Haus als redende Wappenfigur Massenbachhausens ist in der Literatur seit 1844, in den Gemeindestempeln seit 1903 nachgewiesen. 1938 wurde das Wappen von der Archivdirektion als In Blau auf grünem Dreiberg ein naturfarbenes Haus mit rotem Dach beschrieben. Um es von den vielen ähnlichen Wappen mit Häusern unterscheiden zu können, nahm die Gemeinde 1959 zusätzlich die dem Wappen der Grafen von Neipperg entstammenden Ringe in ihr Wappen auf, die auf die frühere Ortsherrschaft dieses Adelsgeschlechtes hinweisen. Wappen und Flagge wurden der Gemeinde am 18. August 1959 vom baden-württembergischen Innenministerium verliehen.

## Kultur und Sehenswürdigkeiten

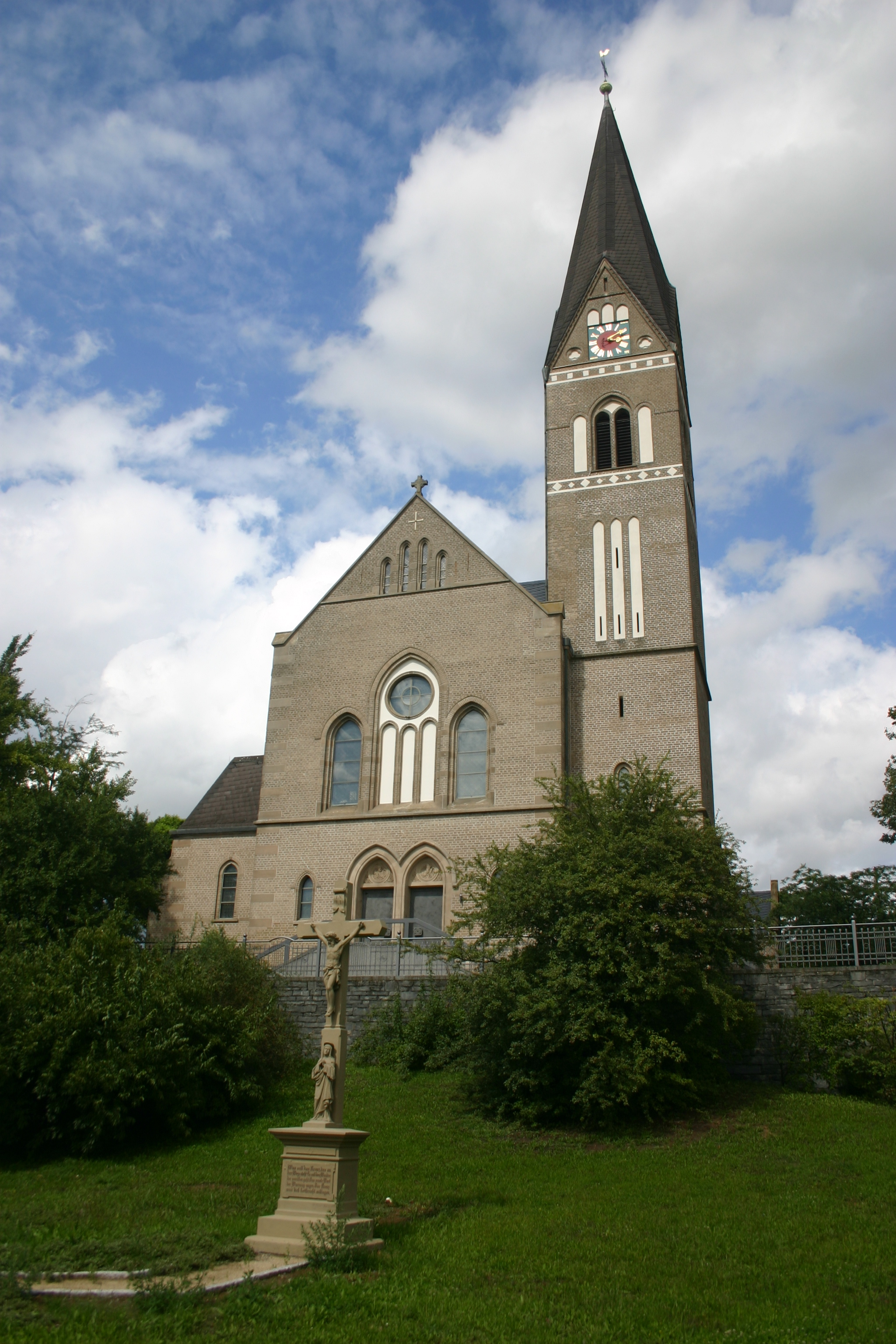
St. Kilian

### Bauwerke
- Die katholische Kirche St. Kilian wurde 1905/06 an der Stelle eines Vorgängerbauwerks nach Plänen von Ulrich Pohlhammer erbaut. Zu ihren Kunstschätzen zählt neben der Ausstattung aus der Zeit ihrer Errichtung auch ein Rokoko-Altar von 1741.
- Im alten Rat- und Schulhaus der Gemeinde befindet sich heute die örtliche Grundschule „Lindenhofschule“. Das Gebäude wurde 1902 errichtet und 1952 entlang der Mezenäckerstraße erweitert. 1997 wurde das Gebäude nochmals um einen dritten Flügel erweitert.
- Die Massenbachhausener Synagoge wurde 1826 errichtet, jedoch bereits 1865 geschlossen und 1872 zu einem Wohnhaus mit Stall umgebaut. Das Gebäude ist das Geburtshaus des Franziskaners und Bildhauers Firminus Wickenhäuser (1876–1939) und daher auch als Wickenhäuserhaus oder Firminushaus bekannt. Gegenwärtig wird das Gebäude saniert und soll künftig als Heimatmuseum dienen.
- Auf dem Friedhof von Massenbachhausen befindet sich die Familiengruft der Grafen von Neipperg, außerdem befindet sich dort das von Wickenhäuser geschaffene monumentale Grabmal für seine Eltern von 1906. In und um Massenbachhausen befinden sich außerdem über 20 historische Bildstöcke und Wegkreuze.
- Die ehemalige Zigarrenfabrik war einst der größte Arbeitgeber am Ort. Das Gebäude diente später auch als Schuhfabrik, Kindergarten, Jugendhaus und Asylbewerber-Unterkunft.
- Das Rathaus des Ortes wurde 1992/93 bei der Gemeindehalle errichtet. Der Dorfbrunnen an der Fürfelder Straße wurde 1985 auf einem Regenüberlaufbecken errichtet.

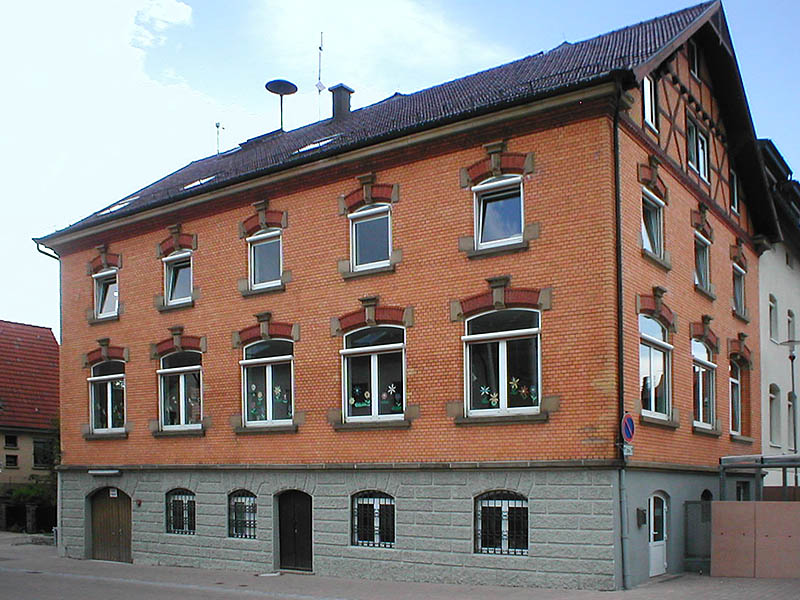
Schulhaus
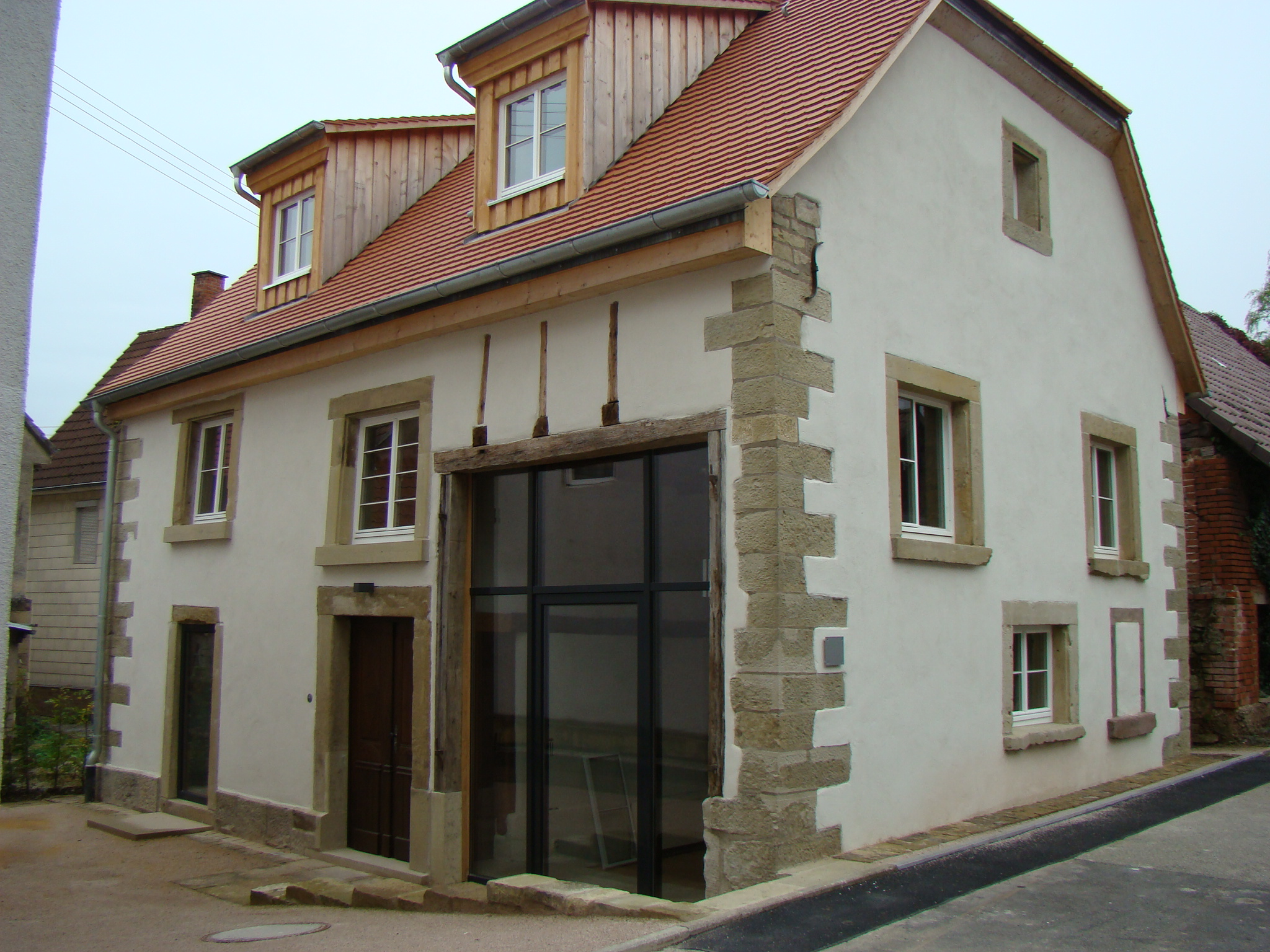
Ehem. Synagoge

## Wirtschaft und Infrastruktur
Massenbachhausen ist ein Weinbauort, dessen Lagen zur Großlage Heuchelberg im Bereich Württembergisch Unterland des Weinbaugebietes Württemberg gehören.

### Verkehr
Die A 6 (Anschlussstelle Bad Rappenau) verläuft wenige Kilometer nördlich der Gemeinde. Die nächsten Bahnhöfe liegen an der Kraichgaubahn in Gemmingen, Schwaigern und Leingarten. Der Landkreis Heilbronn betreibt den Busverkehr und bietet einen Stundentakt in Richtung Gemmingen und Schwaigern. Zusätzlich betreibt der Landkreis zusammen mit den Stadtwerken Heilbronn eine Direktlinie in Richtung Heilbronn.

### Ansässige Unternehmen
Vor dem Zweiten Weltkrieg war der Ort überwiegend landwirtschaftlich geprägt. 1939 gab es 166 landwirtschaftliche Betriebe mit einer Betriebsgröße von über 50 Ar sowie 74 Gewerbebetriebe. Der größte Arbeitgeber zu jener Zeit war die bis 1959 bestehende Zigarrenfabrik. Vor allem durch die Ausweisung von mehreren Gewerbegebieten seit den frühen 1970er Jahren haben sich zahlreiche Gewerbebetriebe am Ort niedergelassen. Im Jahr 1999 gab es über 200 Betriebe am Ort. Zu den größeren Betrieben zählen eine Strickwarenfabrik, ein Werkzeugbauunternehmen, ein Kunststofftechnikunternehmen sowie ein Omnibusunternehmen.

### Medien
Über das Geschehen in Massenbachhausen berichtet als einzige Tageszeitung die Heilbronner Stimme in ihrer Ausgabe W, Landkreis West.

### Bildung
In Massenbachhausen besteht die Grundschule Lindenhofschule. Neben dem kommunalen Kindergarten gibt es auch einen katholischen Kindergarten. Die Volkshochschule Unterland unterhält in Massenbachhausen eine Außenstelle.

## Persönlichkeiten

### Söhne und Töchter der Gemeinde
- Firminus Wickenhäuser (1876–1939), Bildhauer und Franziskaner, 1998 seliggesprochen
- Josef Baumgärtner (1912–1997), langjähriger Heilbronner katholischer Stadtpfarrer, Bundesverdienstkreuzträger
- Anton Rossi (1922–1995), Malermeister, Kreistagsmitglied, Bundesverdienstkreuzträger
- Werner Baumhauer (1930–2021), Politiker (CDU), MdL (Baden-Württemberg), Staatssekretär in Baden-Württemberg